# Thalassofobi
Thalassofobi er en fobi for dybe vandmasser. Navnet kommer af θάλασσα eller thalassa, som er græsk for hav. Fobien er i de fleste tilfælde fokuseret på havet, men kan også kan inkludere frygt for andre større vandmasser så som søer. Fobien er relateret til, men bør ikke forveksles med aquafobi eller vandskræk, som er en frygt for vand i og for sig selv.
Thalassofobi kan udtrykke sig på en række forskellige måder; de mest almindelige er frygt for at opholde sig i dybe vandmasser, frygt for havets tomhed, frygt for bølgerne på havet, frygt for havdyr og frygt for at være fjernt fra land.